# Nathalie Pâque
Nathalie Pâque (też Naty Paque, ur. 11 maja 1977 w Liège) – belgijska piosenkarka, najmłodszy uczestnik Konkursu Piosenki Eurowizji w historii (reprezentowała Francję w konkursie Eurowizji w roku 1989 nie mając ukończonych 12 lat). Po jej występie wprowadzono zmiany regulaminowe, zabraniające uczestnictwa w konkursie Eurowizji osobom poniżej 16 roku życia.

## Lata młodości
Od szóstego roku życia trenowała taniec współczesny i balet. Później zdecydowała się na śpiewanie.

## Eurowizja 1989
Pâque została wybrana przez kanał France 2 do reprezentowania Francji na Eurowizji 1989 w Lozannie z utworem „J'ai volé la vie” (fr. „Ukradłam życie”).
Konkurs odbył się 6 maja 1989, 5 dni przed dwunastymi urodzinami Pâque, co czyni ją najmłodszą uczestniczką w historii Eurowizji. Zajęła ostatecznie 8. miejsce z 60 punktami. W odpowiedzi na krytykę dotyczącą wieku uczestników, jaka pojawiła się po tym konkursie, EBU wprowadziła zmiany zabraniające udziału osobom poniżej 16 lat, które zaczęły obowiązywać od 1990 roku.

## Po Eurowizji
Po Eurowizji Pâque wydała dwa albumy, C'est vrai...je t'aime i Chante-nous la vie. Ponadto występuje w musicalach scenicznych, takich jak „Titanic”, „Deszczowa piosenka”, czy „Broadway Baby” we Francji i w Belgii.

## Dyskografia

### Albumy
Opracowano na podstawie materiału źródłowego.
- 1996: C'est vrai...je t'aime
- 1998: Chante-nous la vie

### Single
Opracowano na podstawie materiału źródłowego.
- 1989: „J'ai volé la vie”
- 1989: „Ils reviennent”
- 1990: „Bébé bambou”
- 1991: „Danse”
- 1991: „Noël différent”
- 1992: „Kiss Me” (z Danielem Mendy'm)
- 1992: „Nous, c'est spécial”
- 1993: „Laisse-moi voyager”
- 1996: „C'est vrai...je t'aime”
- 1996: „Je garderai pour toi”
- 1998: „Mama, c'est l'heure”